# Scheidingsweg (Nijmegen)
De Scheidingsweg is een weg in de wijk Brakkenstein van de Gelderse stad Nijmegen. De weg vormt de zuidrand van deze wijk en tevens de zuidelijke begrenzing van de gemeente Nijmegen zelf. 
Meteen ten zuiden van de Scheidingsweg ligt het natuurgebied Heumensoord. 

## Routes
De weg is sinds eind 2013 onderdeel van de stadsroute S100 en loopt vanaf de kruising met de St. Annastraat, waar de Scheidingsweg overgaat in de Grootstalselaan, naar het oosten tot aan de spoorlijn Nijmegen - Venlo. Aldaar gaat de Scheidingsweg over in de Sionsweg naar Heilig Landstichting (gemeente Berg en Dal). 
Er liggen aan de St. Annastraat drie bushaltes met de naam Scheidingsweg. 
De weg is een belangrijke ontsluitingsroute en vormt met de Sionsweg tevens een belangrijke verbindingsroute tussen de naburige gemeenten Heumen en Berg en Dal. De Heyendaalseweg, die vanaf het kruispunt met de Groesbeekseweg langs de universiteit in zuidwaartse richting loopt, komt uit op de Scheidingsweg. 

## Geschiedenis
De weg bestond al in 1859 en kreeg op 27 januari 1906 middels een raadsbesluit zijn huidige naam.
Tot 1939 liep de Scheidingsweg tot net over de spoorwegovergang tot de Biesseltsebaan. Bij een verbreding van de Sionsweg werd de grens tussen deze beide wegen toen bij de spoorwegovergang gelegd. De Scheidingsweg vormt op dit weggedeelte tevens de scheiding tussen de gemeenten Nijmegen en Heumen.
Bij de spoorwegovergang, net ten zuiden van de Scheidingsweg, lag van 1918 tot 1925 station 't Heilig Land.